# Gaspar Ruiz
Gaspar Ruiz je dobrodružná novela anglického spisovatele polského původu Josepha Conrada, která se odehrává v době bojů za nezávislost Chile na počátku 19. století. Prvně vyšla časopisecky roku 1906 ve The Strand Magazine, knižně pak roku 1908 v autorově sbírce povídek a novel Šest příběhů (A Set of Six).

## Obsah novely
Příběh je vyprávěn ústy generála republikánských vojsk Santierra, a to jako jeho vzpomínky na dobu před padesáti lety, kdy byl poručíkem. Hlavním hrdinou novely je pak silák, ale jinak prostý až jednoduchý muž Gaspar Ruiz.
Gaspar Ruiz je donucen stát se vojákem republikánské osvobozenecké armády generála San Martína a bojovat proti španělským royalistům. Když je jimi zajat, je opět donucen bojovat, tentokrát za ně. Je znovu zajat, tentokrát republikány, a jako zběh je odsouzen k trestu smrti zastřelením. Při popravě jej však všechny kulky jako zázrakem minou a je pak zachráněn díky royalistické rodině, kde se zamiluje do dívky Erminie. Při zemětřesení zachrání život nejen Erminii, ale také Santierrovi a generálovi Roblesovi, kteří jej přišli zatknout. Následně získá přízeň generála San Martína a vede proti royalistům gerilovou válku. Díky své mírnosti k poraženým a také díky tomu, že se oženil s royalisticky smýšlející Erminií, je pomlouván civilním guvernérem osvobozených provincií a nakonec je jím obviněn ze zrady. Když se to Gaspar Ruiz dozví, ve vzteku guvernéra zabije, přičemž na tomto činu má svůj podíl i Erminie, která vhodně volenými slovy jeho vztek přiživovala. Poté Gaspar Ruiz přebíhá k royalistům a stává se nejhorším nepřítelem republikánů.
Když byla zradou vydána Ruizova žena a dcera do rukou republikánů, je Santierro právě zajatcem v Ruizově táboře, takže se stává svědkem posledních událostí Ruizova života. Ruiz oblehne pevnost, kde je držena jeho rodina, a snaží se jí rychle dobýt, než se přiblíží generál Robles s pomocí. Pošle tudíž pro dělo, ale mezek, který nese lafetu, se při nočním pochodu zřítí do propasti. Gaspar Ruiz se proto rozhodne, že díky své obrovské síle poslouží jako lafeta on sám, a nechá si dělo přivázat na záda. Brána pevnosti je sice rozstřelena, ale otřesy děla při výstřelu přerazí Ruizovi páteř. Vzápětí se objevuje Roblesova armáda. Druhý den Ruiz zemře. Erminie pak odevzdá dcerku Santierrovi a vrhne se do propasti.

## Česká vydání
- Gaspar Ruiz a jiné povídky, SNDK, Praha 1957, přeložil Aloys Skoumal.
- Neklidné příběhy, Panorama, Praha 1981, přeložila Luba Pellarová, obsahuje mimo jiné také novelu Gaspar Ruiz.